# Alejandro Cao de Benós de Les y Pérez
Alejandro Cao de Benós de Les y Pérez (né à Tarragone en 1974) est un délégué spécial hispano-nord coréen du Comité pour les Relations culturelles avec les pays étrangers de la république populaire démocratique de Corée (RPDC, Corée du Nord). Il est également le président de l'Association d'amitié avec la Corée.
Il est aussi connu en coréen comme Cho Son-il (« La Corée est une ») ou encore Jo Son Il,. Il se dit « Catalan et Espagnol de naissance et Coréen d'adoption ». Le pays lui a d'ailleurs accordé sa nationalité.

## Origines
Alejandro Cao de Benós de Les y Pérez est descendant des barons de Les, marquis de Rosalmonte et des comtes d'Arjelejo. De nombreux militaires composent sa lignée dont certains se sont distingués lors de grandes batailles comme Naples, la Guinée Equatoriale ou encore Cuba. Des membres de sa famille étaient proches du franquisme et des idées d'extrême droite. Son grand-père, ruiné, a travaillé comme gardien chez Repsol Butano.
Il reconnaît avoir pris ses distances avec cette branche de la famille mais affirme en avoir hérité son caractère militaire. Il a fait partie de l'Armée de l'air espagnole,.
Adolescent, il s'est intéressé aux OVNI et à la parapsychologie.
Il est successivement technicien informatique dans un Carrefour de Reuss (province de Tarrogone, Espagne) et consultant en informatique pour l'IESE.

## Activités militantes

### Adolescent et jeune adulte
Il s'intéresse à la politique dès l'âge de 13 ans. Il lit les auteurs communistes tels que Marx et se rapproche des mouvements communistes. Pris de curiosité, il visite en 1991, à l'âge de 16 ans, une mission diplomatique nord-coréenne à Madrid et rencontre pour la première fois des Nord-Coréens. Il quitte alors l'organisation d'extrême gauche dans laquelle il militait pour ne s'intéresser qu'au juche, idéologie nord-coréenne. À cette époque, il se dispute avec plusieurs amis et des membres de sa famille qui n'acceptent pas son engagement.
Il visite Pyongyang pour la première fois en 1992 à l'âge de 18 ans. Il y retourne en 1998 alors que le pays est victime d'une famine qui dépassera au total les deux millions de morts. Il se rapproche de dignitaires du régime tel que Kim Yong-nam, le Président du l'Assemblée populaire suprême.

### Association d'amitié avec la Corée et Café Pyongyang
En 2000, il fonde l'Association d'amitié avec la Corée, plateforme reconnue par le régime qu'il utilise pour organiser des visites touristiques dans le pays. Elle revendique de 10000 à 15000 membres dans 120 pays et des bureaux en Corée du Nord, au Royaume-Uni, en Thaïlande et en Espagne,,. L'association fonctionne comme une agence de voyage pour des séjours en Corée du Nord. Le site web a une boutique en ligne qui vend des livres et des produits dérivés.
En 2016, il fonde également le "Pyongyang Café" à Tarragone en Espagne, où les clients peuvent consulter une bibliothèque composée d'ouvrages produits par les Kim, de revues et d'objets venus de Pyongyang. On y discute de la propagande pro ou anti-coréenne,. Le lieu sert de siège à l'Association d'amitié avec la Corée dirigée par Alejandro Cao de Benós, dispose d'une salle de réunion et propose des produits coréens et des bières asiatiques. Le café est la propriété d'un des membres de l'association mais fermera cependant l'année suivante en 2017 en raison de problèmes économiques. Le lieu est uniquement conservé pour des réunions privées.

### Délégué spécial à l'étranger
En 2000, il crée le site web de la Corée du Nord et sera décoré pour cela. Les sites officiels du gouvernement et des ministères de la Corée du Nord utilisent habituellement le nom de domaine .kp, selon Whois Alejandro Cao est propriétaire du site korea-dpr.com. Sur son site il fournit les renseignements nécessaires si l'on souhaite faire du tourisme. Cela sera son premier pas vers une collaboration plus étroite avec le régime.
À partir de 2002, le régime nord-coréen le nomme délégué spécial du Comité de relations culturelles à l'étranger de la république populaire de Corée. Il est considéré comme un ambassadeur officieux du pays,. Il est à ce jour le seul étranger à avoir eu une charge officielle dans le régime.
En plus de ses activités politiques, il recherche des investisseurs étrangers pour le pays,.

### Activités en Corée du Nord
Il passe alors environ six mois par an en Corée du Nord où il reçoit des délégations étrangères pour faire du commerce ou faire visiter le pays. Alejandro intervient dans le pays en tant qu'étranger partisan du régime. Il déclare cependant ne pas recevoir d'argent du gouvernement. On le voit porter un uniforme militaire nord-coréen et des médailles.
Il chante des chants patriotiques nord-coréens en public et se déclare être le « Julio Iglesias de la Corée du Nord ». En effet, a télévision d'État a même fait un reportage dans lequel on le voit chanter des chants révolutionnaires et acclamer les leaders du pays.
En 2004, dans le reportage néerlandais Friends of Kim, il peut être vu confisquant les enregistrements et endommager l'équipement de l'ancien reporter d'ABC news, Andrew Morse (en). En effet, Cao de Benós avait retrouvé dans ses bagages une trentaine de vidéos interdites de militaires nord-coréens. Le journaliste américain sera enfermé dans son hôtel pendant 24 heures avant d'être expulsé du pays en direction de Pékin,. Dans une interview, il se vante d'avoir envoyé des gens dans des camps de rééducation nord-coréens.
Dans le documentaire The propaganda game (en), on peut le voir intervenir auprès d'un groupe d'étudiants nord-coréens où il fait part d'une image faussée qu'aurait les occidentaux à propos du pays. Il énonce également que les occidentaux, notamment les Espagnols, deviennent des adeptes des présidents nord-coréens.
En septembre 2010, lors du décès de Kim Jong-il, il déclare au journal espagnol El Mundo que Kim Jong-un est un inconnu de la population nord-coréenne et qu'il ne pourrait jamais succédé à son père niant jusqu'à son existence.

## Démêlés judiciaires

### Accusations de trafic d'armes
En juin 2016, Alejandro Cao est arrêté à Tarragone par les autorités espagnoles pour trafic d'armes. Il détenait trois armes de poing permettant de tirer des balles factices, modifiés pour utiliser des balles réelles. Il se défend alors en disant qu'il recevait des menaces de mort pour lesquelles il avait déposé plainte auprès des Mossos d'Esquadra et qu'il avait alors décidé d'acheter des armes factices sur internet sans savoir qu'elles étaient modifiées. Il est remis en liberté sous contrôle judiciaire.
En octobre 2020 dans le documentaire La taupe : sous-couverture en Corée du Nord (en) diffusé sur la BBC et des télévisions scandinaves, Mads Brügger montre comment la Corée du Nord parvient à contourner des sanctions imposées au pays via la vente d'armes et de drogues. On y voit Alejandro Cao de Benós servir d'intermédiaire entre un investisseur danois et l'organisation nord-coréenne, Korea Narae Trading Corporation (KNTC). Ulrich Løvenskjold Larsen, ancien cuisinier, crée tout d'abord la branche danoise de la KFA (Association d'amitié avec la Corée), gagne la confiance d'Alejandro Cao de Benós puis le présente à Jim Latrache-Qvortrup, ancien de la Légion étrangère ayant fait de la prison au Danemark qui se fait passer pour un investisseur sans scrupule intéressés par le marché des armes et de la drogue. Le contrat signé implique la construction d'une usine d'armes en Ouganda financée par la vente de pétrole par un homme d'affaires jordanien. Le documentaire est filmé en caméra cachée sans pour certains extraits qui doivent servir de propagande pour la Corée du Nord et KFA. À la suite de la diffusion de ce reportage, la Suède et le Danemark ont décidé de saisir les Nations unies prenant très au sérieux les faits relatés.

### Inculpation par les États-Unis
Le 22 avril 2022, il est inculpé par la justice américaine à Washington pour avoir tenté de contourner les sanctions américaines envers la Corée du Nord. Il est notamment accusé d'avoir organisé à Pyongyang en avril 2019 avec le Britannique, Christopher Emms une conférence de l'Américain, Virgil Griffith, sur l'utilisation des cryptomonnaies. Le 30 novembre 2023, il est arrêté à la gare d'Atocha à Madrid en provenance de Barcelone. Depuis 2022, il est sous le coup d'un mandat d'arrêt international. Il est relâché sans condition tandis que le processus d'extradition suit son cours.
En 2022, son passeport espagnol lui est retiré l'empêchant de voyager à l'étranger.

### Personnes
- Dermot Hudson (en)
- Robert Egan (en)

### Association et organisme
- Association d'amitié avec la Corée
- Comité pour les relations culturelles avec les pays étrangers